# Бетино Кракси
Бенедето Бетино Кракси (итал. Benedetto "Bettino" Craxi; Милано, 24. фебруар 1934 — Хамамет, 19. јануар 2000) био је италијански политичар и премијер с најдужим стажом у послератној историји Италије (1983–1987). За време његовог мандата Италија је имала јак економски раст, али је остао највише упамћен као трагичан симбол девастирајућег корупцијског скандала и као политичар који је уништио Италијанску социјалистичку партију (ПСИ). Некад познат као неприкосновен ауторитет на међународној политичкој сцени, последње године живота провео је у егзилу у Тунису, лечећи нарушено здравље и окривљујући оне који су узроковали његов пад. Иако је био велики тактичар, недостајала му је стратешка визија и иза себе је оставио само рушевине једног политичког система.

## Биографија
Рођен је у Милану као син сицилијанског адвоката. Уписао је факултет, али га је убрзо напустио да би се посветио политици. Придружио се ПСИ-у и постао члан регионалног извршног комитета са само 18 година. Био је изразити антикомунист и 1976. године постао је секретар ПСИ-а. Кракси је, 16 година касније, одолевао нападима ривала и успео је задржи положај секретара ПСИ-а. За време његовог мандата партија је успела да побољша резултате на европским изборима 1989. године са 9.6% на 14,8%.
Кракси је политичку каријеру започео као реформиста и модерниста, наглашавајући потребу за успоставом морала у јавном животу након учесталих политичких скандала.
Његов спектакуларни политички стил имао је своју цену. Партијске конференције биле су гламурозне и често су их посећивали модни дизајнери, архитекти, финансијери и многи интелектуалци. Уместо дебата, на конгресима се само аплаудирало харизматичном лидеру.
Иако је заговарао фискалну дисциплину, стандард живота партијских лидера нимало није личио на живот радничке класе. Године 1983. Кракси је постао премијер Италије. Карикатурист Ђорђо Форатини нацртао га је у чизмама и с црном кошуљом Бенита Мусолинија.
Кракси је прекинуо традицију послушности према америчкој влади тако што је одбио изручити палестинског лидера, Ебу-Абаса, који је отео туристички брод Акиле Лауро.
За време његових двају мандата успео је да смањи инфлацију, али ништа се није предузело у погледу смањивања масивног дефицита у буџету. Мафија је имала слободу кретања и деловања у јужној Италији.
Ароганција и злоупотреба власти биле су главне карактеристике Краксијеве ере. Његов зет био је градоначелник Милана, а његов син Виторио био је изабран за партијског секретара у истом граду.
Кракси је био близак пријатељ тада медијског магната Силвија Берлусконија. Када је 1984. године магистрат прогласио Берлусконијеве 3 националне телевизијске мреже нелегалнима, Кракси је све те одлуке поништио. Магистрат га је на крају оптужио да је примио мито у висини од 100 милиона фунти, па је морао да поднесе оставку на позицију секретара партије 1993. године. Годину касније био је присиљен да побегне у егзил у Тунис.
Као премијер подржавао је права Палестинаца и задобио је многе симпатије на Блиском истоку.
Након што је оболео од дијабетеса, последње године провео је у својој вили покрај мора у Хамамету (Тунис) пишући књигу о Ђузепеу Гарибалдију, хероју борбе за уједињење Италије, као и новинске чланке. Напослетку је и умро од те болести 19. јануара 2000. године.